# Karl-Heinz Höcker

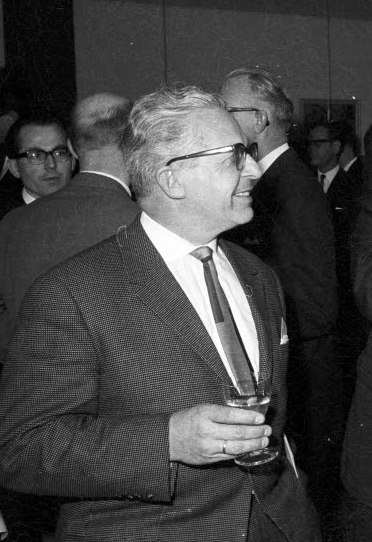
Karl-Heinz Höcker auf einer Fachtagung des Deutschen Atomforums (1966)

Karl-Heinz Höcker (* 27. Dezember 1915 in Bremen; † 17. Juli 1998) war ein deutscher Physiker, der sich mit der Theorie von Kernreaktoren beschäftigte.

## Leben und Wirken
Höcker studierte 1935 bis 1940 an der Universität Marburg und der Humboldt-Universität in Berlin, wo er 1940 bei Carl Friedrich von Weizsäcker promoviert wurde (Wirkungsquerschnitte der Reaktionen zwischen Neutronen und Deuteronen, Physikalische Zeitschrift Bd. 43, 1942, S. 236). Schon ab 1939 arbeitete er mit Paul Müller und Weizsäcker am Kaiser-Wilhelm-Institut für Physik in Berlin-Dahlem an der Theorie der Kernreaktoren. 1942 war er dort Assistent von Weizsäcker, nachdem er wie Weizsäckers weiterer Assistent Müller, der in Russland fiel, seinen Wehrdienst leisten musste (er wurde 1942 aus Gesundheitsgründen freigestellt). 1942 ging er mit Weizsäcker an die Universität Straßburg (und 1944 nach Hechingen), wo ihre theoretischen Untersuchungen der Geometrie von Kernreaktoren eine Gitteranordnung von Brennelementen vorteilhaft erscheinen ließen, was dann auch in Form von Würfelgittern realisiert wurde. Sie setzte sich gegen Heisenbergs Schichtanordnung durch, zuerst in Versuchen von Kurt Diebner in Gottow, dann auch in der Heisenberg Gruppe. Damals beschäftigte er sich auch mit kosmischer Strahlung und Plasmaphysik (Hochstromkohlebögen, die der Straßburger Professor Wolfgang Finkelnburg untersuchte). 1948 war er Dozent und ab 1955 außerordentlicher Professor für theoretische Physik und Kerntechnik an der Universität Stuttgart. Dort gründete er 1955 die Arbeitsgruppe zur Kerntechnik, aus der das Institut für Kernenergetik (heute Institut für Kernenergetik und Energiesysteme, IKE) hervorging, dessen erster Direktor er 1963 wurde. Gleichzeitig wurde er Professor in der Fakultät für Maschinenbau. 1986 ging er in den Ruhestand.

## Schriften
- K. H. Höcker, H. Grümm: Lineare Reaktorkinetik und-Störungstheorie. In: Ergebnisse der Exakten Naturwissenschaften (= Ergebnisse der Exakten Naturwissenschaften). Band 30. Springer Berlin Heidelberg, Berlin, Heidelberg 1958, ISBN 3-540-02264-3, S. 134–285, doi:10.1007/BFb0109454.
- K. H. Höcker, K. Weimer (Hrsg.): Lexikon der Kern- und Reaktortechnik (Band I: A–K). Franckh’sche Verlagshandlung, Stuttgart 1959.
- K. H. Höcker, K. Weimer (Hrsg.): Lexikon der Kern- und Reaktortechnik (Band II: L–Z). Franckh’sche Verlagshandlung, Stuttgart 1959.
- D. Emendörfer, K. H. Höcker: Theorie der Kernreaktoren Teil I. 411/411a*. Bibliographisches Institut, Mannheim ; Wien ; Zürich 1969.
- D. Emendörfer, K. H. Höcker: Theorie der Kernreaktoren Teil II. 412/412a. Bibliographisches Institut, Mannheim ; Wien ; Zürich 1969.

## Verweise
1. ↑  Nachweis Daten.
2. ↑  Protonen als primäre Komponente der kosmischen Strahlung, Zeitschrift für Physik, Bd. 124, 1947, S. 352, 391, seine Habilitation
3. ↑  Karl-Heinz Höcker, Wolfgang Finkelnburg: Theorie der Hochstrombogensäule. In: Zeitschrift für Naturforschung. 1, 1946, S. 305–310 (online).

| Personendaten    | Personendaten      |
| ---------------- | ------------------ |
| NAME             | Höcker, Karl-Heinz |
| KURZBESCHREIBUNG | deutscher Physiker |
| GEBURTSDATUM     | 27. Dezember 1915  |
| GEBURTSORT       | Bremen             |
| STERBEDATUM      | 17. Juli 1998      |